# Pugilato ai Giochi della XVI Olimpiade - Pesi welter
La competizione della categoria pesi welter (fino a 67 kg) di pugilato ai Giochi della XVI Olimpiade si è svolta dal 24 novembre al 1º dicembre 1956 al West Melbourne Stadium di Melbourne.

## Classifica finale
| Pos.    | Atleta              | Nazione          |
| ------- | ------------------- | ---------------- |
| Oro     | Nicolae Linca       | Romania          |
| Argento | Fred Tiedt          | Irlanda          |
| Bronzo  | Kevin Hogarth       | Australia        |
| Bronzo  | Nicky Gargano       | Gran Bretagna    |
| 5       | András Dőri         | Ungheria         |
| 5       | Pearce Lane         | Stati Uniti      |
| 5       | Nicholas André      | Sudafrica        |
| 5       | Francisco Gelaberti | Argentina        |
| 9       | Bait Husain         | Pakistan         |
| 9       | Graham Finlay       | Nuova Zelanda    |
| 9       | Enrique Tovar       | Venezuela        |
| 9       | Tadeusz Walasek     | Polonia          |
| 9       | Lee Shih-Chuan      | Taiwan           |
| 9       | Hector Hatch        | Figi             |
| 9       | Walter Kozak        | Canada           |
| 9       | Eduard Borisov      | Unione Sovietica |

### Risultati
|  | Primo Turno 24 novembre | Primo Turno 24 novembre | Primo Turno 24 novembre |  |  | Quarti di Finale 28 novembre | Quarti di Finale 28 novembre | Quarti di Finale 28 novembre |         |               | Semifinale 30 novembre | Semifinale 30 novembre | Semifinale 30 novembre |  |  | Finale 1º dicembre | Finale 1º dicembre | Finale 1º dicembre |
|  |                         |                         |                         |  |  |                              |                              |                              |         |               |                        |                        |                        |  |  |                    |                    |                    |
|  | Nicolae Linca           | Nicolae Linca           | P                       |  |  |                              |                              |                              |         |               |                        |                        |                        |  |  |                    |                    |                    |
|  | Hector Hatch            | Hector Hatch            |                         |  |  | Nicolae Linca                | Nicolae Linca                | P                            |         |               |                        |                        |                        |  |  |                    |                    |                    |
|  | Nicholas André          | Nicholas André          | P                       |  |  | Nicholas André               | Nicholas André               |                              |         |               |                        |                        |                        |  |  |                    |                    |                    |
|  | Lee Shih-Chuan          | Lee Shih-Chuan          |                         |  |  |                              |                              |                              |         | Nicolae Linca | Nicolae Linca          | P                      |                        |  |  |                    |                    |                    |
|  | Nicky Gargano           | Nicky Gargano           | P                       |  |  |                              | Nicky Gargano                | Nicky Gargano                | Bronzo  |               |                        |                        |                        |  |  |                    |                    |                    |
|  | Eduard Borisov          | Eduard Borisov          |                         |  |  | Nicky Gargano                | Nicky Gargano                |                              |         |               |                        |                        |                        |  |  |                    |                    |                    |
|  | Francisco Gelaberti     | Francisco Gelaberti     | P                       |  |  | Francisco Gelaberti          | Francisco Gelaberti          |                              |         |               |                        |                        |                        |  |  |                    |                    |                    |
|  | Walter Kozak            | Walter Kozak            |                         |  |  |                              |                              |                              |         |               | Nicolae Linca          | Nicolae Linca          | P                      |  |  |                    |                    |                    |
|  | Fred Tiedt              | Fred Tiedt              | P                       |  |  |                              | Fred Tiedt                   | Fred Tiedt                   | Argento |               |                        |                        |                        |  |  |                    |                    |                    |
|  | Tadeusz Walasek         | Tadeusz Walasek         |                         |  |  | Fred Tiedt                   | Fred Tiedt                   | P                            |         |               |                        |                        |                        |  |  |                    |                    |                    |
|  | Pearce Lane             | Pearce Lane             | P                       |  |  | Pearce Lane                  | Pearce Lane                  |                              |         |               |                        |                        |                        |  |  |                    |                    |                    |
|  | Enrique Tovar           | Enrique Tovar           |                         |  |  |                              |                              |                              |         | Fred Tiedt    | Fred Tiedt             | P                      |                        |  |  |                    |                    |                    |
|  | Kevin Hogarth           | Kevin Hogarth           | P                       |  |  |                              | Kevin Hogarth                | Kevin Hogarth                | Bronzo  |               |                        |                        |                        |  |  |                    |                    |                    |
|  | Graham Finlay           | Graham Finlay           |                         |  |  | Kevin Hogarth                | Kevin Hogarth                |                              |         |               |                        |                        |                        |  |  |                    |                    |                    |
|  | András Dőri             | András Dőri             | P                       |  |  | András Dőri                  | András Dőri                  |                              |         |               |                        |                        |                        |  |  |                    |                    |                    |
|  | Bait Husain             |                         |                         |  |  |                              |                              |                              |         |               |                        |                        |                        |  |  |                    |                    |                    |